# Мэнь Ян
Мэнь Ян (кит. 门阳; 20 февраля 1991, Лоян, провинция Хэнань, КНР) — китайский футболист, нападающий. В настоящее время выступает за клуб Суперлиги Китая «Гуанчжоу Фули».

## Клубная карьера
Первый тренер футболиста — его отец, китайский специалист Мэнь Вэньфэн. С 2002 года начал выступать за команду «Чэнду Блэйдс».
В январе 2009 года получил предложение выступать в Венгрии за клуб «Ференцварош», с которым в феврале подписал контракт. В составе венгерского клуба был до лета 2010 года, однако играл только за вторую команду в низшей лиге и за молодёжный состав.
В сезоне 2011 выступал за команду «Чанчунь Ятай», сыграл 1 матч в Суперлиге Китая против клуба «Цзянсу Сайнти». В 2012 году перешёл в «Гуанчжоу Фули» .